# Grabengel

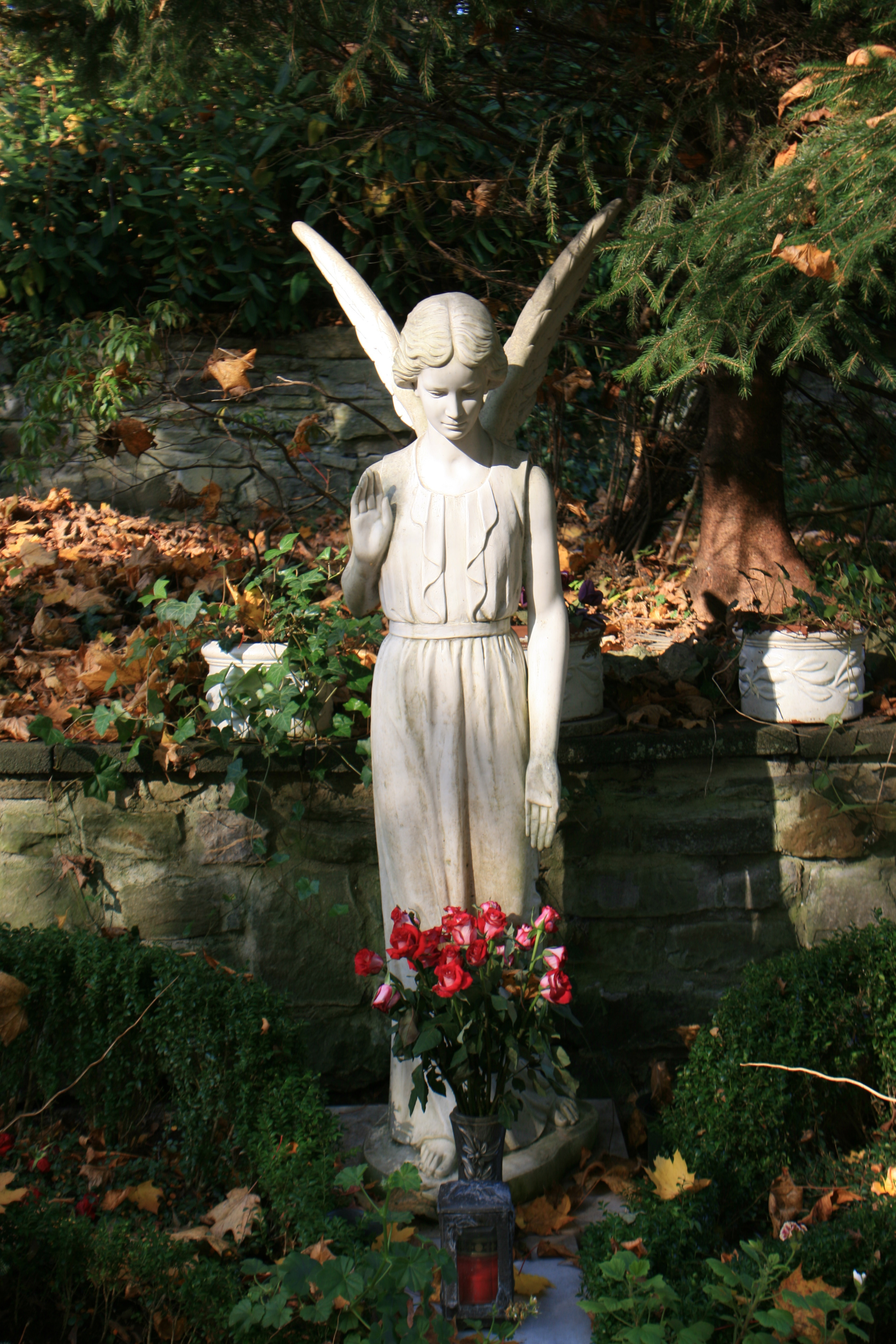
Grabengel in Wuppertal

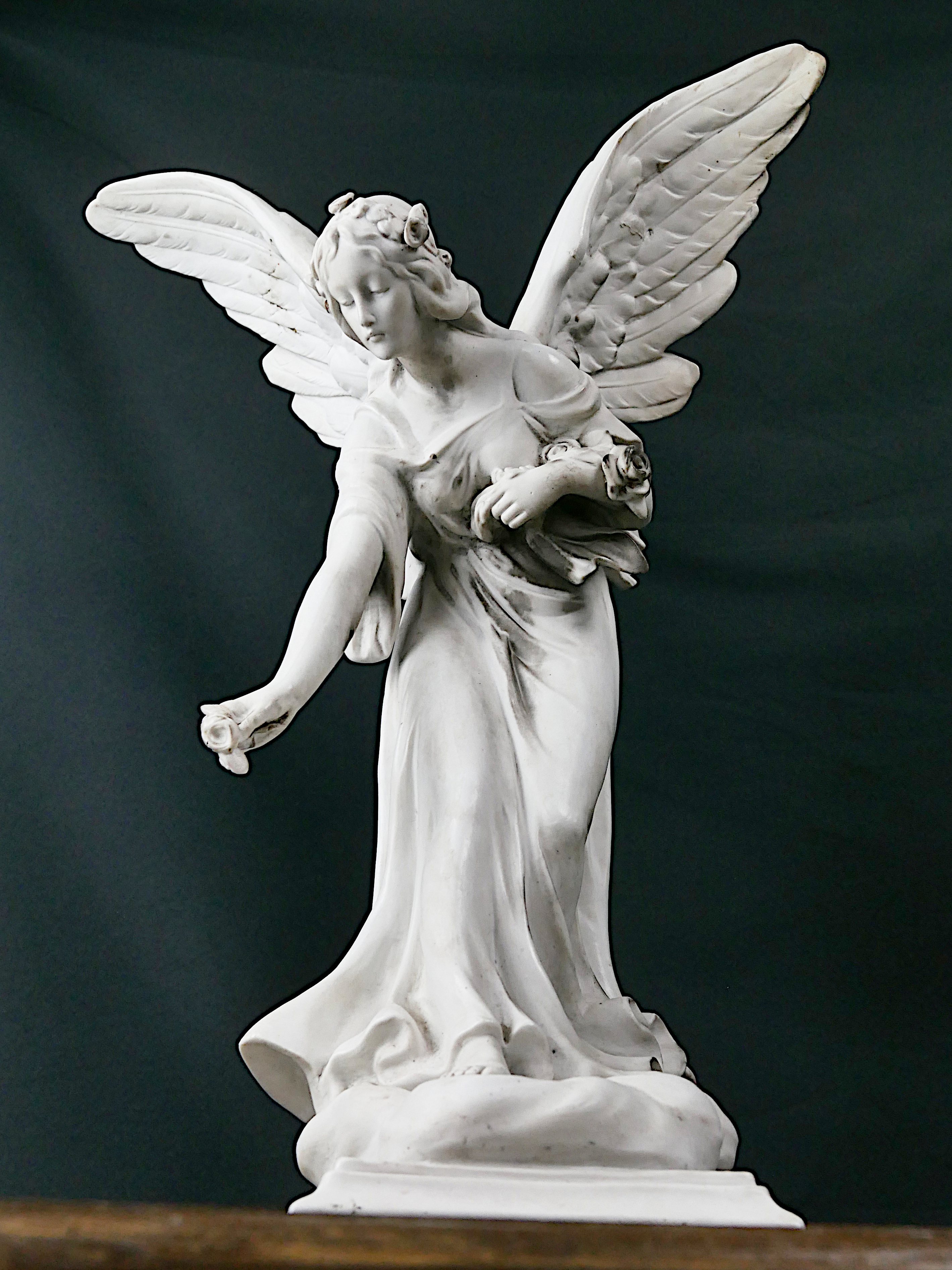
Rosenengel

Grabengel oder Friedhofsengel sind spirituelle Begleiter der Verstorbenen an ihrer letzten Ruhestätte.

## Beschreibung
Nach altem Glauben behüten und begleiten sie die Toten auf ihrem letzten Weg in die jenseitige Welt und bewachen ihre Grabstelle. Sie dienen dabei als Grabschmuck und spenden den Hinterbliebenen Frieden, Geborgenheit und Trost. Besonders häufig findet man sie auf Gräbern von Kindern. Die Grabengel oder Friedhofsengel schlagen sinnbildlich eine Brücke zwischen dem Verstorbenen und seinen Angehörigen, Freunden und Verwandten. Auch zu Hause stehen sie oft neben dem Bild des Verstorbenen oder neben der Sterbekerze.
Die meisten Grabengel sind von einem der Standardtypen wie ein Rosenengel, der eine Rose auf das Grab legt, ein trauernder Engel an einer Urne, ein Engel, der einen Kranz, ein Kreuz, eine Trompete oder einen Palmzweig in der Hand hält etc.
Die Vorstellung über die Existenz von Engeln existiert sowohl im Judentum wie auch im Christentum und im Islam. Die geflügelten Wesen symbolisieren dabei die Nähe zu Gott.